# Untergimplach
Untergimplach ist eine Ortschaft in der Stadtgemeinde Trofaiach im Bezirk Leoben, Steiermark.
Die Ortschaft befindet sich im Trofaiacher Becken an der Westseite von Trofaiach und wird vom Vordernberger Bach, einem linken Zufluss zur Mur, entwässert. Am 1. Jänner 2024 (1. Januar 2023) zählte die Ortschaft 148 Einwohner. Sie ist direkt angebaut an Trofaiach und wird im Westen vom Kehrwald begrenzt.